# Scotty Wandell
Scott "Scotty" Wandell es un personaje ficticio en la serie de drama familiar para televisión Brothers & Sisters interpretado por Luke MacFarlane. 
Casado con Kevin Walker, Scotty nació y creció en Oxford, Mississippi antes de mudarse a Nueva York y luego a California para empezar una vida independiente de sus padres, que habían luchado para aceptar su homosexualidad. Scotty ha tenido muchos puestos de trabajo temporales. Scotty fue jefe de cocina en San Estephe, el restaurante de cinco estrellas donde fue pasante como chef asistente, mientras asistía a la escuela culinaria en Pasadena. Actualmente, tiene su propio restaurante junto a Saúl.

## Historia del Personaje

### Temporada 1
Scotty conoció a Kevin Walker en la asesoría jurídica de Kevin. Él fue un testigo clave para fraude de seguros para la empresa que estaba trabajando temporalmente como recepcionista. Scotty rápidamente dedujo la homosexualidad de Kevin y en broma le acusó de avergonzarse y tratar de "pasar" por heterosexual. Kevin guardaba rencor a Scotty por estas acusaciones, pero después de que Sarah, hermana de Kevin, lo invitara a la fiesta en la piscina de la familia, Kevin comenzó a disfrutar de su presencia.
Después de hacer una cita, Kevin la tuvo que cancelar debido a que su madre, Nora, le impone a que vaya con ella a un torneo de golf. Durante el torneo, Nora cambia de idea y decide ir al cine en su lugar donde se encuentran con Scotty y un hombre, ambos tomados de la mano.
Scotty visitó a Kevín en su oficina para explicarle que el compañero con el que lo había visto era sólo un amigo, y acordaron otra fecha para salir. Fueron a cenar y hablaron mutuamente de su pasado. Scotty besó impulsivamente a Kevin, quien luego se apartó y se mantuvo distante por el resto de la noche. Al salir del restaurante, Scotty le dice a Kevin que no sabe qué pasó cuando estaban adentro, pero que solo había sido un beso, a lo que Kevin responde que él no está cómodo con las muestras públicas de afecto, y que se sentiría de igual forma si fuese Heterosexual. Al día siguiente, Scotty llega al apartamento de Kevin para pedirle disculpas por juzgarlo y decirle a Kevin lo mucho que lo estima. Kevin se sintió aliviado de que Scotty no sea perfecto y le dio un beso a pesar de que su vecina los veía. Luego Kevin, aunque solo de broma, le cierra la puerta en la cara, para luego jalar a un sorprendido Scotty dentro del apartamento.
Cuando Scotty era incapaz de acompañar a Kevin a un evento de caridad, ya que iba a trabajar en el mismo, Kevin se ofreció a pagar el sueldo de Scotty por el tiempo que perdería. Scotty se molestó con la idea de ser "comprado", y sintió que lo estaba haciendo sentir inferior debido a su estatus social. En el evento Kevin estando borracho se disculpó con Scotty, se besaron e hicieron las paces, pero el jefe de Scotty los vio besándose y lo despidió por poner su vida personal antes de su trabajo. Kevin amenazó al jefe de Scotty con demandarlo por discriminación debido a su orientación sexual, por lo que el jefe se retractó y dijo que lo iba a dejar solo como una advertencia a Scotty, y Kevin sugirió además que le aumentase el salario.
Kevin y Scotty deciden ir de fin de semana a la casa hacienda de la familia Walker, sin darse cuenta de que el resto de su familia habían tenido la misma idea. Durante el fin de semana, Tommy, hermano mayor de Kevin, que había descubierto recientemente que era estéril, pidió a Kevin su esperma para engendrar un hijo con su esposa Julia. Kevin lo rechazó. Cuando Sarah se enteró, trató con ira a Kevin en la mesa, y pidió a Scotty su opinión. Kevin se alteró y dijo sin pensar que Scotty no era de la familia y que debería "callarse". Rápidamente se disculpó, pero Scotty se marchó. 
Cuando Kevin volvió a la ciudad, Scotty ya no regresaba sus llamadas. Scotty finalmente fue a la oficina de Kevin para recoger un cheque de liquidación, y Kevin bromeó diciendo que Scotty podría llevarlo a cenar ya que ahora eran iguales, refiriéndose al nivel financiero. Scotty, objetó lo dicho por Kevin, diciendo que él pensaba que lo que los hacía iguales era que ambos eran humanos, dijo que le había llevado mucho tiempo aceptarse a sí mismo y en sólo dos meses Kevin le había hecho sentirse un completo inútil. Entonces le dijo a Kevin que se deshiciera del cheque. Poco después, Kevin llamó a Scotty, este no le contestó y dejó a la máquina contestadora, mientras él escuchaba desde su cama, Kevin empezó a hablar y le dijo que solo quería que supiera que él pensaba, que era increíble, divertido y muy lindo y que solo esperaba que algún día pudiera ser merecedor de su amor y respeto, sin importar si estaban juntos o no, Scotty lo interrumpió contestando y le dio las gracias por el tiempo que habían pasado juntos, pero ya no iba a continuar la relación, le pidió que le enviara el cheque y se despidió. Kevin apenas contuvo las lágrimas cuando terminó la conversación.
En el Día de San Valentín, una amiga en común (Michelle), concretó una cita a ciegas entre Kevin y Scotty, sin saber que ellos ya se conocían y que Kevin estaba teniendo una aventura con el novio de Michelle, Chad. Celoso, Kevin coqueteó y descubrió los fuertes sentimientos que aún tenía por Scotty. Ellos se acostaron esa noche. A la mañana siguiente, cuando Chad llamó a Kevin y le preguntó si durmió con Scotty, este colgó antes de que Kevin pudiera continuar la conversación. Scotty, al oír esto, pensó que Kevin sólo se acostó con él para darle celos a Chad, cosa que no era cierta. Scotty le deseó buena suerte a Kevin y se marchó.

### Temporada 2
Unos meses más tarde, Scotty fue arrestado por manejar ebrio. Él fue a la oficina de Kevin para obtener ayuda legal, objetando que el oficial lo detuvo porque tenía un problema con que él sea homosexual. Kevin logró que el caso sea desestimado y como regalo de agradecimiento, Scotty invitó a Kevin a una cena privada en el restaurante de lujo donde estaba trabajando como cocinero. Después de la comida, Scotty casi besa a Kevin pero este lo detuvo. Kevin un poco nervioso, explicó que ahora tenía un novio (Jason) que vivía en Malasia como misionero y mantenían su relación a distancia. Scotty lo tomó como que Kevin realmente había cambiado. Kevin se fue, pero más tarde regresó a decirle a Scotty que nunca habían tenido la oportunidad de ser amigos, y tenía muchas ganas de que lo sean. Scotty estaba realmente ocupado, pero dijo a Kevin que estaba bien para él. 
Entonces Scotty ya no podía darse el lujo de mantener su apartamento, teléfono celular, seguro y pagar la escuela de cocina. Kevin decidió invitar a Scotty a vivir con él. Mientras tanto, Kevin llevaba mucho tiempo sin hablar con Jason, porque este no respondía sus llamadas. Kevin se sentía emocionalmente solo y también se dio cuenta de que aún amaba a Scotty.
Una noche, después de una gran cena que Scotty preparó y champán, terminaron acostándose. Unos días más tarde, finalmente llegó la llamada de Jason. Kevin le contó que había dormido con Scotty y luego rompieron. Cuando Jason regresó a la ciudad, le dijo a Kevin que había sufrido una crisis espiritual y ese era el motivo por el que no se atrevía a llamar. Kevin y Jason quedaron para comer, Scotty interrumpió y se les unió a una forzada comida entre los tres que resultó siendo realmente tensa. Después de una pelea, Jason se marchó y Scotty se mudó a su coche, ya que supone que Kevin no lo quería del todo. A la mañana siguiente, Kevin lo convenció de que quería continuar la relación, y vuelven a vivir juntos.
Poco después, Scotty se cortó gravemente y había incurrido en grandes gastos porque no contaba con seguro de salud. Kevin propuso entrar en una asociación de convivencia a fin de que Scotty podría compartir su cobertura de seguro. Scotty, molesto que Kevin sólo se preocupara por la practicidad, rechazó la idea.
El tío de Kevin, Saúl, le llamó después de conducir ebrio y chocar su coche contra un árbol. Kevin y Saúl habían dejado de hablar unos meses atrás porque Kevin sospechaba que Saúl era gay (Scotty lo había visto en una fiesta gay que había atendido), pero Saúl lo había negado con vehemencia. Luego de que Kevin recogiera a su tío, este le preguntó a Kevin con desánimo cómo un hombre de su edad podría osar tratar de ser gay. La soledad en la vida de Saúl llevó a Kevin a darse cuenta de lo especial que es su relación con Scotty. Cuando regresó a casa, le propuso matrimonio a Scotty. Scotty, conmovido por las palabras de Kevin, felizmente dijo que sí.
Antes del matrimonio, Scotty dijo a Kevin que sus padres se negaron a asistir a la boda. Kevin, indignado (aunque Scotty dijo que estaba bien para él), fue con sus hermanos a Arizona para tratar de convencer a los padres de Scotty de ir a la boda. Aunque se negaron rotundamente, el padre de Scotty entregó a Kevin una pequeña caja que fue hecha por Scotty cuando era pequeño y contenía los gemelos que el Sr. Wandell usó en su boda.
Al final de la segunda temporada, se casaron.

### Temporada 3
Luego del casamiento, Scotty es ascendido a jefe de cocina y los planes de crecer junto con Kevin aumentan. Kevin espera también ser ascendido, pero no se lo otorgan porque Ojai la firma más importante y grande que manejaba, que es de la familia Walker, decide despedirle por sugerencia de Tommy, su hermano. Los Walker organizan a Scotty una cena para festejar su ascenso, pero Kevin da la noticia de haber comprado una gran y lujosa casa para ambos. Scotty se molesta alegando que Kevin siempre quiere sobresalir, cuando la cena era en honor a él. Kevin, quien ahora trabaja para el esposo de Kitty y gana mucho menos que en su antiguo trabajo, cree no poder darle lo mismo a Scotty. Este lo consuela diciéndole que conseguirán las cosas que tanto desean juntos y con algo de tiempo.

### Temporada 4
Kevin y Scotty tienen la intención de formalizarse como una familia completa, es decir, desean tener un hijo juntos. Scotty convence a Kevin de contratar a una conocida como vientre de alquiler pero a pesar de sus tantas esperanzas finalmente no consiguen el embarazo la primera vez. Luego de un tiempo, el restaurante de Scotty quiebra y este se queda desempleado, aunque luego comienza a crear planes junto con Saul, de abrir un restaurante juntos. Una vez más Soctty y Kevin prueban el vientre de alquiler y esta vez sí consiguen el embarazo. Casi al final de la temporada, llegan muchas noticias de golpe. El embarazo en el vientre de alquiler lo perdieron por un aborto espontáneo y el accidente de auto que causó el estado de coma del esposo de Kitty rompió a toda la familia.

### Temporada 5
A transcurrido un año desde el accidente, Scotty y Kevin tienen aún muchos problemas porque Kevin no quiere afrontar la pérdida de Robert, su mejor amigo y esposo de Kitty, que su familia se esté separando. Scotty lleva ya seis meses manejando el restaurante junto con Saul. Por otro lado, Kevin no quiere volver a intentar tener un bebé. 
No mucho después, Kevin quien ya está recuperado y su familia nuevamente unida, habla con Scotty para volver a intentar tener un niño juntos, sin embargo, las profundas palabras de Kevin crean remordimiento en Scotty quien termina contándole que se acostó con otro un par de meses atrás. 
Kevin duerme en el sofá y se niega a hablar con Scotty, sin embargo, no quiere que su familia se entere que están peleados. Cuando Nora y Sarah perciben que las cosas no andan bien entre los dos, acusan a Kevin de ser el causante de la pelea, al principio se niega a hablar, pero luego, furioso, grita que la causa es la infidelidad de Scotty, su mamá y hermana no se lo creen. 
Esa noche se haría una fiesta de beneficio en el restaurante, Saul está muy molesto con Scotty y le deja claro que solo está trabajando esa noche porque tenían un compromiso. Por otro lado, Justin quien trabaja como bartender en el restaurante, conversa con uno de los meseros durante la reunión y este le cuenta que se acostó con el dueño. Justin advierte a Scotty y este le pide que lo saque, casualmente se topan con el mesero y Scotty le dice que tiene que irse que igual se le pagará como si hubiera trabajado toda la noche. Kevin, que estaba bastante ebrio, llega a enterarse de que el amante de Scotty estaba en el restaurante y confundiéndolo golpea a otro mesero. Kevin y Scotty discuten fuertemente, parece que la relación está por terminar. 
Los Walker crean un plan para que ambos hablen y solucionen sus problemas, la hija de Sarah los cita por separado pidiéndoles ayuda con su ensayo. Cuando llegan, se dan cuenta de que están solos en la casa y encerrados. Finalmente conversan y Scotty le explica que por ese tiempo él estaba muy ausente y que la noche de apertura del restaurante no estuvo dispuesto a acompañarlo, entonces aparece este coqueto mesero y terminan acostándose. Kevin, aún molesto, se marcha.
Luego Scotty va en busca de Kevin, quien le pide disculpas por todo lo sucedido y admite haber estado muy ausente. Scotty también reconoce que estuvo muy mal y se disculpa. Al día siguiente, ambos van a la presentación del ensayo de su sobrina y antes de ingresar acuerdan comenzar de nuevo. El capítulo termina con ambos tomados de la mano.